# Chất điện ly
Chất điện giải (hay chất điện ly, chất điện phân; tiếng Anh: electrolyte) là môi trường chứa các ion dẫn điện thông qua sự chuyển động của các ion đó, nhưng không dẫn electron. Chất điện ly bao gồm hầu hết các muối hòa tan, acid và base hòa tan trong dung môi phân cực, chẳng hạn như nước. Khi hòa tan, chất này phân tách thành cation và anion, phân tán đồng đều trong dung môi. Chất điện ly trạng thái rắn cũng tồn tại. Trong y học và đôi khi trong hóa học, thuật ngữ chất điện ly dùng để chỉ chất bị hòa tan.

## Từ nguyên
Trong tiếng Anh, electrolyte đựoc bắt nguồn từ tiếng Hy Lạp cổ đại ήλεκτρο- (ēlectro-) là tiền tố liên quan đến điện, và λυτός (lytos) nghĩa là "có thể được cởi hoặc nới lỏng".

## Lịch sử

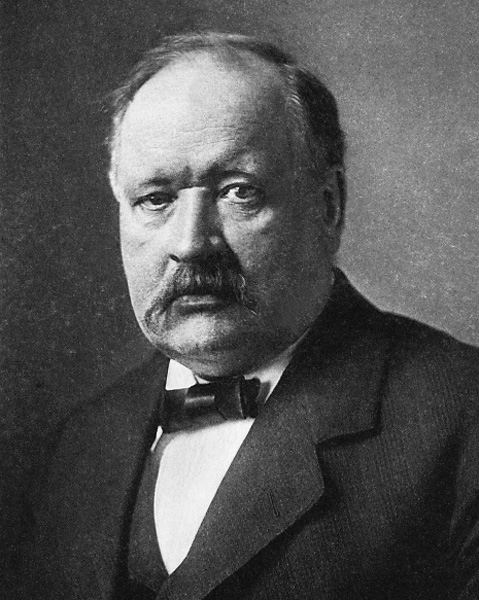
Svante Arrhenius, người đã đưa ra khái niệm phân ly chất điện ly trong dung dịch nước.

Svante Arrhenius, trong luận văn tiến sĩ của ông năm 1884, đã đưa ra lời giải thích cho việc các tinh thể muối rắn phân ly thành các hạt tích điện khi hòa tan, và đây cũng là công trình giúp ông đạt giải Nobel Hóa học năm 1903. Arrhenius giải thích rằng khi tạo thành một dung dịch, muối phân ly thành các hạt mang điện tích mà Michael Faraday (1791-1867) đã đặt tên là "ion" vào nhiều năm trước đó. Faraday tin rằng các ion được hình thành trong quá trình điện phân. Còn Arrhenius đề xuất rằng, ngay cả khi không có dòng điện, các dung dịch muối vẫn chứa các ion, và từ đó có thể suy ra phản ứng hóa học trong dung dịch là phản ứng giữa các ion.
Một khoảng thời gian ngắn sau đó, Franz Hofmeister và Siegmund Lewith phát hiện ra những loại ion khác nhau sẽ có ảnh hưởng khác nhau đến các hệ thống, ví dụ như hòa tan protein. Mức độ ảnh hưởng của mỗi loại ion là tuơng tự trong nhiều hệ thống khác nhau. Sau này nó được gọi là Hofmeister series.
Mặc dù nguồn gốc của sự điện ly vẫn chưa rõ ràng và đã được tranh luận trong suốt thế kỷ qua, nhưng người ta đều đồng ý rằng mật độ điện tích của các ion là rất quan trọng, và thực tế đã có những lời giải thích dựa trên công trình của Charles-Augustin de Coulomb hơn 200 năm trước.